# Diatraea pedibarbata
Diatraea pedibarbata là một loài bướm đêm trong họ Crambidae.